# Bluff Stop
Bluff Stop är en svensk dramafilm från 1977 regisserad av Jonas Cornell. Filmen utspelas i Stockholm år 1957 och handlingen kretsar kring några skoltrötta ungdomar vid namn Stefan och Rachel på ett gymnasium på Östermalm.

## Rollista
- Björn Andresen - Stefan
- Barbro Skarp - Rachel
- Axelle Axell - Rachels mamma
- Jutta Ekman - Sjuksköterska
- Agneta Ekmanner - Vera
- Stig Ossian Ericson - Pousette
- Palle Granditsky - Rachels pappa
- Tove Granditsky - Edit
- Keve Hjelm - Erland
- Tommy Johnson - Alf
- Gösta Krantz - Bengts pappa
- Margit Lindeman	- Laila
- Jan Malmsjö - Love
- Grynet Molvig - Octavian
- Maj-Britt Nilsson - Gertrud
- Per Sjöstrand - Journalist
- Moniqa Sunnerberg - Marianne
- Magnus Uggla - Vincent